# Walesiska ortnamnsförled och ortnamnsefterled
Walesiska ortnamnsförled och ortnamnsefterled
På grund av ljudväxlingen i kymriskan kan ortnamn funna i löpande text hittas under en annan bokstav än uppslagsordet.
| aber          | mynning                         |
| afon          | älv                             |
| allt          | bergsluttning                   |
| bach (fach)   | lilla                           |
| banc          | jordbank, kulle eller sluttning |
| berth         | häck/skydd                      |
| betws         | bönehus                         |
| blaen         | flodkälla, övre ände av dalgång |
| bwlch         | bergspass                       |
| bron          | sluttning, kulle                |
| bryn          | kulle, krön                     |
| carreg        | sten                            |
| cefn          | rygg, ås                        |
| coch          | röd                             |
| coed          | skog                            |
| croes (groes) | kors                            |
| cwm           | dal                             |
| dinas         | fästning, borg                  |
| du            | svart                           |
| eglwys        | kyrka                           |
| llan          | kyrkområde                      |
| llyn          | sjö                             |
| maes          | fält, åker                      |
| mawr (fawr)   | stor                            |
| melyn (felyn) | kvarn                           |
| mynydd        | berg, fjäll                     |
| pen           | topp, ända                      |
| pistyll       | fors                            |
| pont (bont)   | bro                             |
| porth         | inkörsport, hamn                |
| rhyd          | vadställe                       |